# Black Bayou
Il Black Bayou è un fiume lungo 66,6 miglia (107,2 km) in Texas e Louisiana.

## Descrizione
È un affluente di Twelvemile Bayou, che alimenta il Cross Bayou e di conseguenza il Red River e il fiume Mississippi. Sorge nella Contea di Cass, in Texas, a 7 miglia (11 km) a nord di Atlanta, e scorre a sud oltre Atlanta, quindi a sud-est nella parrocchia di Caddo, in Louisiana. Continua a sud-est fino a raggiungere la pianura alluvionale del Red River, quindi curva a sud e sud-ovest fino alla confluenza con lo sbocco del lago Caddo, dove si forma Twelvemile Bayou.